# Ctrl+Alt+Del
Ctrl+Alt+Del (CAD) er en videospilsrelateret onlinetegneserie og tegnefilm skabt af Tim Buckley. Navnet på tegneserien refererer til Windows kommandoen Control-alt-delete. Tegneserien fik sin premiere 23. oktober, 2002, og bliver i dag opdateret hver mandag, onsdag og fredag. Tegneseriens fokus har gradvist fjernet sig fra små jokes på én tegneseriestribe og omfatter nu ofte længere historier på flere sider. Tim Buckley har gjort tegneserien til sit fuldtidsjob, hvilket gør ham til én af de få personer, der har kunnet formå at leve af at lave onlinetegneserier.
I 2005 havde tegneserien mere end 300.000 læsere, der dagligt besøgte siden.

## Ekstern henvisning
- Ctrl+Alt+Del